# Colobothea subcincta
Colobothea subcincta är en skalbaggsart som beskrevs av François Louis Nompar de Caumont de Laporte 1840. Colobothea subcincta ingår i släktet Colobothea och familjen långhorningar. Inga underarter finns listade i Catalogue of Life.